# Zaboda
Zaboda je přírodní památka v oblasti Cerová vrchovina.
Nachází se v katastrálním území obce Hajnáčka v okrese Rimavská Sobota v Banskobystrickém kraji. Území bylo vyhlášeno či novelizováno v roce 1999 na rozloze 20,72 ha. Ochranné pásmo nebylo stanoveno.
PP je vyhlášena z důvodu zajištění ochrany výrazné krajinné dominanty ve skupině sopečných vrchů v centrální části CHKO Cerová vrchovina s geomorfologicky cennými gravitačními formami reliéfu a výskytem ohrožených a chráněných druhů rostlin a živočichů.